# Valvasone
Valvasone (IPA: /valvaˈzone/, Voleson in friulano) è uno dei due nuclei storici di Valvasone Arzene, nella provincia di Pordenone in Friuli-Venezia Giulia. Il borgo storico di Valvasone fa parte del club: borghi più belli d'Italia.
Fino al 31 dicembre 2014 Valvasone ha costituito un comune autonomo di 2 224 abitanti, assieme alle località di Bando, Casamatta, Fornasini, Grava, Majaroff, Ponte Delizia, Pozzodipinto, San Gaetano, Sant'Antonio, Sassonia, Tabina e Torricella. Il comune ha cessato di esistere il 1º gennaio 2015 a seguito dell'istituzione del comune di Valvasone Arzene, in cui è confluito insieme al comune di Arzene: il 28 settembre 2014 gli abitanti dei suddetti comuni avevano, infatti, votato a favore della fusione tra i due enti. Le due cittadine sono unite anche a livello fisico dalla crescita edilizia degli ultimi decenni.

## Geografia fisica
Il comune di Valvasone si trova lungo il fiume Tagliamento, poco a monte della fascia delle risorgive, al confine tra la provincia di Udine e quella di Pordenone, nei pressi dei comuni di Codroipo e Casarsa della Delizia.

## Storia
Valvasone è sorto in corrispondenza di uno degli ultimi guadi sul Tagliamento transitabili per gran parte dell'anno; più a sud si passa nella bassa pianura e la portata del fiume è maggiore e distribuita in gran parte dell'anno. Il transito di merci e persone lo ha reso posizione privilegiata per il Castello dei Conti Valvason, da poco aperto alle visite. Il potere dei conti era tale che venne costruito un Duomo per conservare la Sacra Tovaglia e i resti del Miracolo Eucaristico verificatosi nella parrocchia di Gruaro, su cui la famiglia vantava il giuspatronato. Con l'avvento della ferrovia e delle automobili il traffico si è spostato più a sud, lungo la direttrice che collega Pordenone a Udine, interessando gli abitati di Casarsa della Delizia e Codroipo.

### Simboli
Lo stemma del comune di Valvasone era stato riconosciuto con decreto del Capo del Governo del 29 luglio 1923.
Il gonfalone era un drappo di colore azzurro.

## Monumenti e luoghi d'interesse

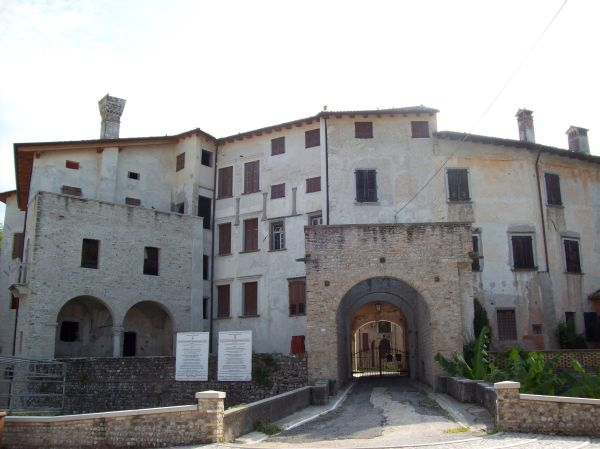
Il Castello

- Castello di Valvasone, dichiarato monumento nazionale
- Chiesa dei S.S. Pietro, Paolo e Antonio Abate
- Duomo del Ss. Corpo di Cristo
- Ex convento dei Servi di Maria
- Palazzo Comunale
- Torre delle ore
- Casa Harry Bertoia
- Chiesetta di S.Lorenzo
- Chiesetta di Santa Margherita

## Società

### Evoluzione demografica
Abitanti censiti entro i vecchi confini comunali

## Cultura

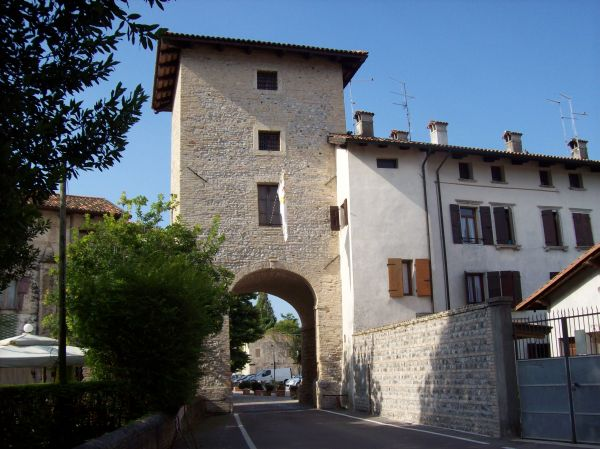
Torre d'ingresso a Piazza Castello

### Eventi
- Zir dai Arboras: la sera del 5 gennaio, in occasione dell'Epifania, vengono accesi da una staffetta, come in numerosi comuni friulani, diversi fuochi epifanici e la serata prosegue con musiche, vin brulé e pinza (dolce tipico veneto).
- Proces a la vecja: fino a qualche anno fa vi era la consuetudine a metà quaresima di inscenare un processo sulla pubblica piazza in cui una vecchia del paese veniva incolpata di tutti i fatti incresciosi del paese. Dopo un accorato dibattito, rigorosamente in lingua friulana, seguiva la condanna al rogo dell'imputata.
- Concerti d'organo: in primavera l'organo del duomo di Valvasone è protagonista di una importante rassegna organistica.
- Festa di San Pietro e Paolo: nel mese di giugno in corrispondenza delle festività dei patroni.
- Medioevo a Valvasone: il primo fine settimana del mese di settembre è possibile riassaporare per un fine settimana la vita medioevale.

## Galleria d'immagini

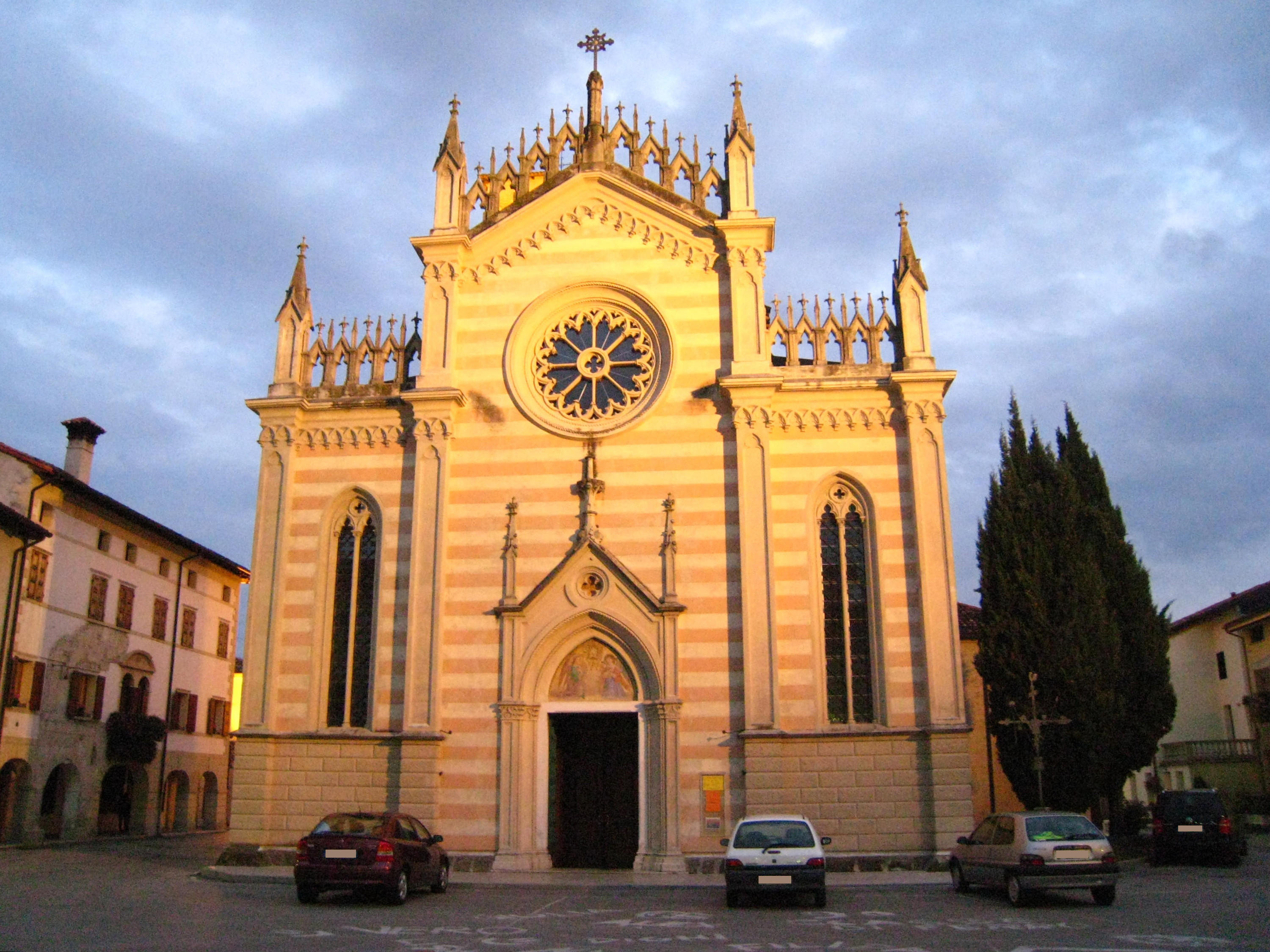
Duomo del Ss. Corpo di Cristo
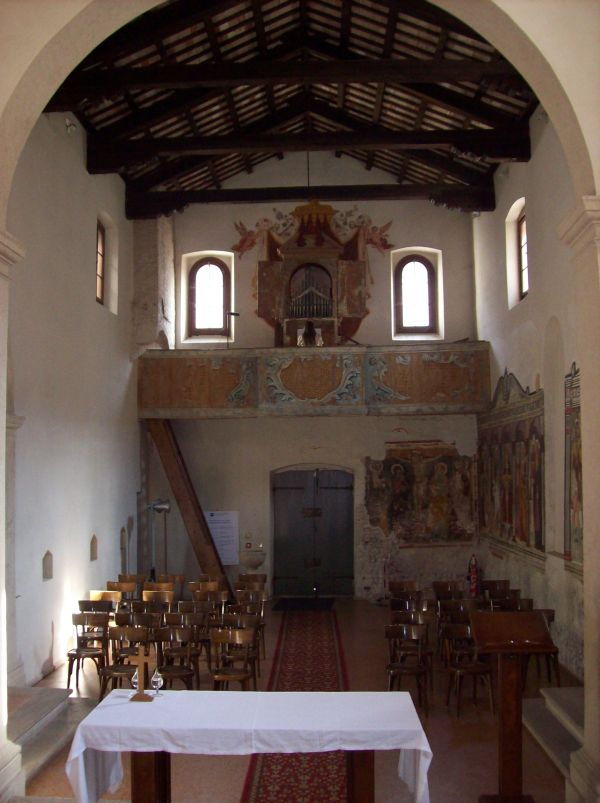
Chiesa di San Pietro e Paolo, interno
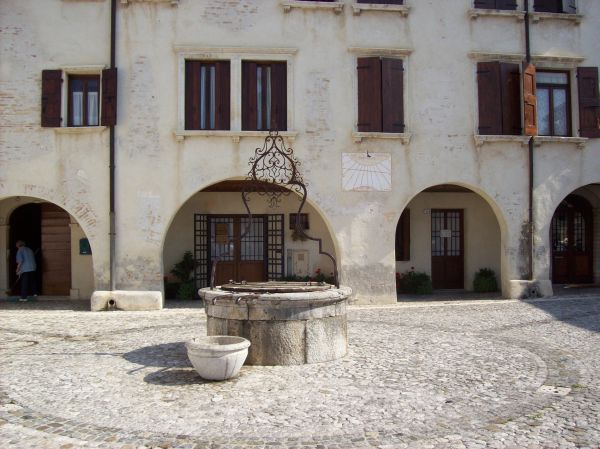
Piazza Castello, pozzo
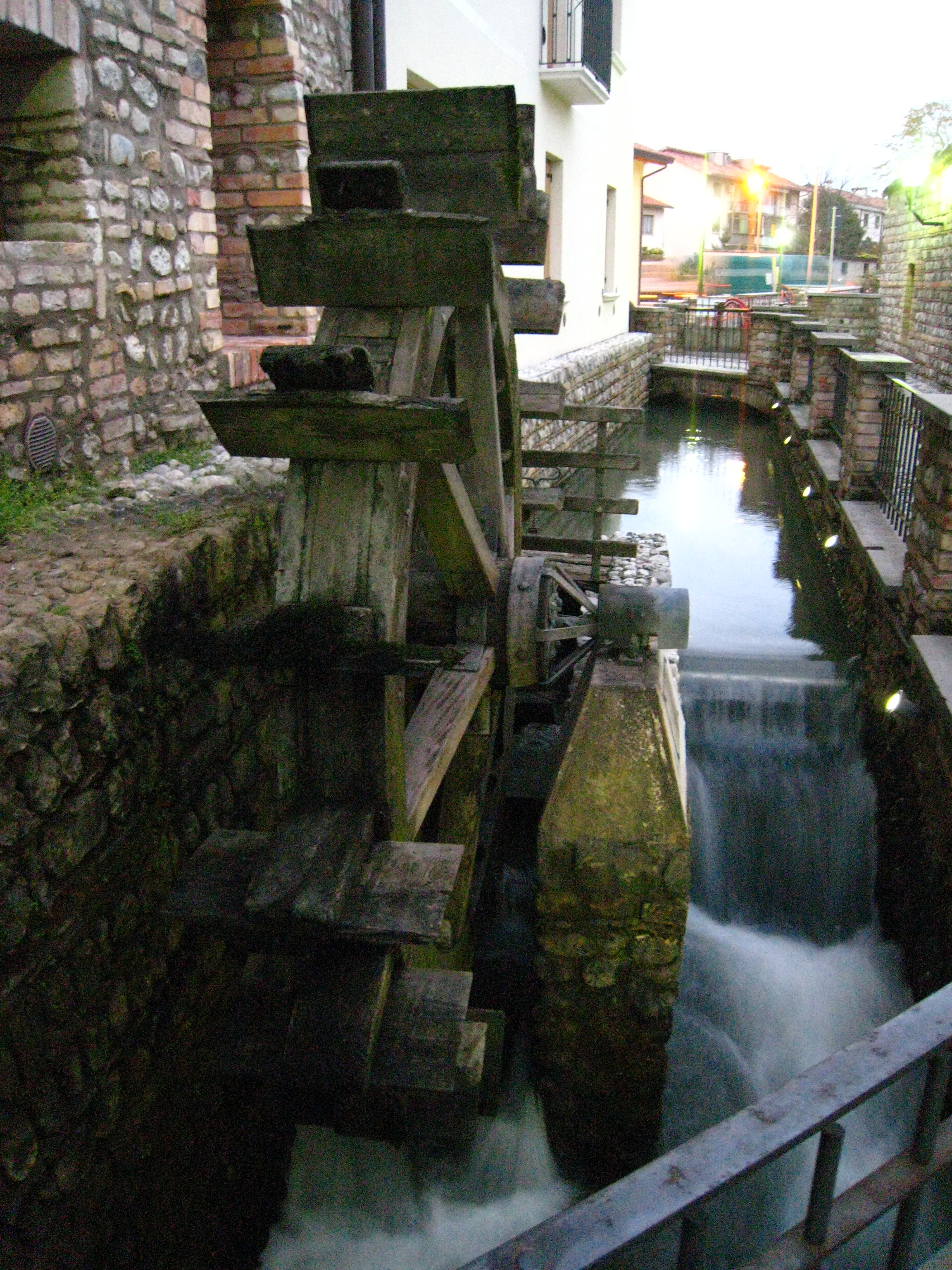
La caratteristica Via Monte Sabotino (già Via della Roggia)